# Carex bequaertii
Carex bequaertii är en halvgräsart som beskrevs av De Wild. Carex bequaertii ingår i släktet starrar, och familjen halvgräs. IUCN kategoriserar arten globalt som livskraftig.

## Underarter
Arten delas in i följande underarter:
- C. b. bequaertii
- C. b. maxima